# Jacques François Brun
Jacques François Brun, né le 11 janvier 1762 à Arcey (Doubs), et mort le 31 octobre 1805 à la bataille de Caldiero (Italie), est un général français de la Révolution et de l’Empire.

## États de service
Il entre en service comme soldat au 11e régiment d’infanterie le 29 avril 1783, il devient caporal le 15 mai 1786, fourrier le 15 mars 1791, et il reçoit son congé le 22 avril suivant.
Le 10 août 1792, il est élu capitaine dans le 9e bataillon des volontaires du Doubs et il sert en 1792 et 1793, dans les armées du Rhin et de Sambre-et-Meuse. Le 21 août 1793, il défend les lignes de Wissembourg face aux Autrichiens et devant leur supériorité, il se replie en bon ordre. Le 18 septembre suivant il est nommé lieutenant-colonel en second, et le 12 octobre il prend le commandement de son bataillon. Le 9 frimaire an II (29 novembre 1793), il est au combat de Kaiserlautern et participe les 5 et 6 nivôse (25 et 26 décembre) suivant à la reprise des lignes de Wissembourg et de Kaiserslautern.
Le 8 messidor an II (26 juin 1794) il assiste à la bataille de Fleurus et le 2e jour complémentaire, il est au passage de l’Ourthe et à la prise du camp de la Chartreuse. Les 11 et 12 vendémiaire de l’an III (2 et 3 octobre 1794), il prend part à la bataille d’Aldenhoven, et le 2 janvier 1795, il passe à la 66e demi-brigade de ligne. Au mois de prairial an III (mai 1795), il participe au siège et à la prise de Luxembourg. Il se distingue encore le 16 prairial an IV (4 juin 1796) à la bataille d'Altenkirchen et le 27 au combat de Wetzlar (en). Le 16 thermidor an IV (3 août 1796) il est nommé chef de brigade provisoire par le général en chef Jourdan à la 8e légère et il participe au combat de Vielbourg. Il est confirmé dans son grade le 22 janvier 1797.
Après la campagne d’Allemagne des ans V et VI, il est affecté à l’armée d’Italie le 20 septembre 1798, ou il participe à la Bataille de la Trebbia les 29, 30 prairial et 1er messidor an VII (17 au 19 juin 1799). En l’an VIII, il est à la bataille de Novi le 15 août 1799, puis de Fossano. Il assiste au blocus de Gênes, et il est blessé d'un coup de feu au bras droit le 14 avril 1800, et d'un coup de feu au cou le 12 mai 1800.
Il est promu général de brigade provisoire par le général Masséna le 21 mai 1800, et il est confirmé dans son grade le 26 octobre suivant. Il se trouve le 25 décembre 1800, à la bataille de Pozzolo, et le 1er janvier 1801, il est employé dans le corps d'armée stationné en République cisalpine. Il est fait chevalier de la Légion d’honneur le 19 frimaire an XII (11 décembre 1803) et commandeur du même ordre le 25 prairial (14 juin 1804).
À la reprise des hostilités avec les Autrichiens, il prend la tête d’une brigade du 3e corps de l'armée d'Italie le 23 septembre 1805. Il repousse l’ennemi jusqu’à Caldiero, où il est tué le 31 octobre 1805.

## Sources
- Thierry Pouliquen, « Les généraux français et étrangers ayant servis [sic] dans la Grande Armée » (consulté le 13 juin 2013)
- A. Lievyns, Jean Maurice Verdot, Pierre Bégat, Fastes de la Légion-d'honneur, biographie de tous les décorés accompagnée de l'histoire législative et réglementaire de l'ordre, Bureau de l'administration, janvier 1844, 529 p. (lire en ligne), p. 47.
- Jacques Charavay, Les généraux morts pour la patrie, 1792-1871 : notice biographiques, Au siège de la société, 1908, 261 p. (lire en ligne), p. 3.
- Galeries historiques du Palais de Versailles, tome VI, 1840, 468 p. (lire en ligne), p. 66